# Eerste Kamer
Eerste Kamer (pełna nazwa: Eerste Kamer der Staten-Generaal, Pierwsza Izba Stanów Generalnych) – wyższa izba holenderskiego parlamentu – Stanów Generalnych. Izba została założona w 1815 roku po zakończeniu wojen napoleońskich. Obecnie w izbie zasiada 75 członków, którzy pełnią mandat w trakcie 4-letniej kadencji. W przeciwieństwie do podobnych izb z innych krajów Eerste Kamer obraduje tylko raz w tygodniu. 

## Ordynacja wyborcza
Wyboru członków Eerste Kamer dokonują członkowie Stanów Prowincjonalnych (zamiennie nazywanych Radami Prowincji) oraz przedstawiciele tzw. gmin specjalnych i obywateli holenderskich za granicą.

## Zobacz także
- Lista przewodniczących Eerste Kamer
- Wybory do Senatu w Holandii w 2023 roku